# Variabile S Doradus

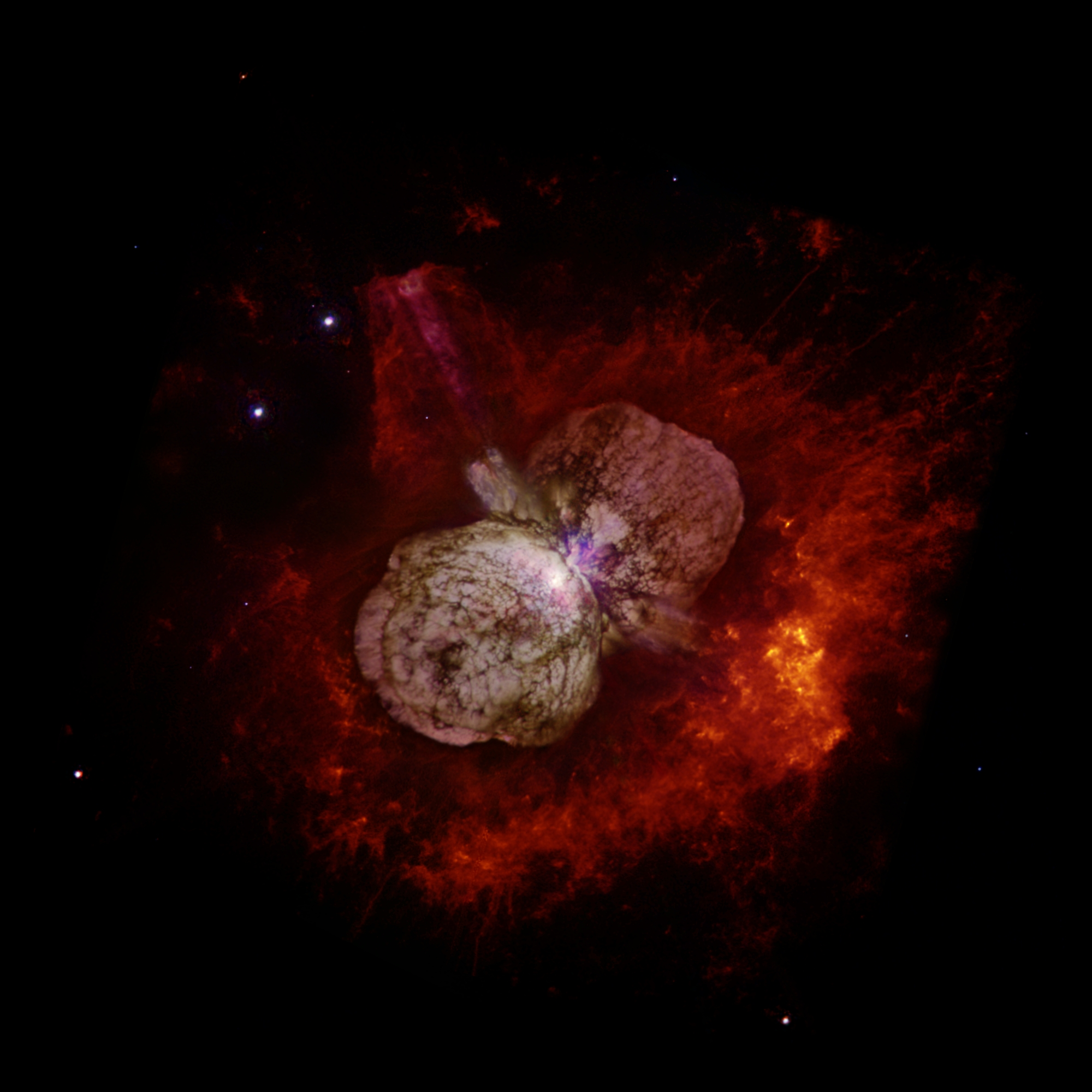
Un esempio di Variabile S Doradus: Eta Carinae

Una variabile S Doradus (o LBV, acronimo dell'inglese luminous blue variable, variabile blu luminosa) è una luminosissima stella ipergigante o supergigante di classe spettrale O o B, caratterizzata da lenti cambiamenti nella propria luminosità, ma talvolta anche da violente esplosioni. 
La categoria deve il suo nome dalla stella che per prima ha mostrato questo particolare tipo di variabilità, ovvero S Doradus. Milioni di volte più luminose del nostro Sole, le stelle LBV possiedono una massa estremamente elevata, fino a 150 volte quella solare; gli astrofisici ritengono inoltre che questo tipo di stelle arrivi molto vicino al limite di Eddington, che definisce la quantità massima di radiazione luminosa in grado di attraversare gli strati della stella senza provocarne l'espulsione nello spazio. A causa di quest'enorme massa bruciano molto rapidamente il proprio combustibile nucleare, nell'arco di circa un milione di anni; l'impetuoso vento che scaturisce da queste stelle è il principale responsabile della loro enorme perdita di massa. La stella Eta Carinae sembra comportarsi esattamente in questo modo e nel prossimo milione di anni quasi certamente concluderà la propria esistenza esplodendo in una brillantissima ipernova.
Le teorie attuali sostengono che le variabili S Doradus siano uno stadio dell'evoluzione delle stelle di grandissima massa, durante il quale esse perdono gran parte della loro massa in eccesso per poi evolvere in stelle di Wolf-Rayet, prima di esplodere come supernovae.
Ecco alcuni esempi di variabili S Doradus:
- S Doradus, il prototipo
- Eta Carinae
- Stella Pistola
- LBV 1806-20
- P Cygni
- HD 269850 (R127)
- HD 269006 (R71)
- AG Carinae
- Sanduleak -69° 202a
- Wray 17-96
- AF Andromedae
- AE Andromedae
- HD 5980
- ζ1 Scorpii